# Pohár vítězů pohárů 1993/1994
Sezóna 1993/94 Poháru vítězů pohárů byla 34. ročníkem tohoto poháru. Vítězem se stal tým Arsenal FC.

## Předkolo
| Tým #1           | Celk. | Tým #2                | 1. zápas | 2. zápas |
| ---------------- | ----- | --------------------- | -------- | -------- |
| Karpaty Lvov     | 2 - 3 | Shelbourne FC         | 1 - 0    | 1 - 3    |
| RAF Jelgava      | 1 - 3 | HB Tórshavn           | 1 - 0    | 0 - 3    |
| Sliema Wanderers | 1 - 6 | Degerfors             | 1 - 3    | 0 - 3    |
| Bangor City FC   | 2 - 3 | APOEL                 | 1 - 1    | 1 - 2    |
| F91 Dudelange    | 1 - 7 | Makabi Haifa FC       | 0 - 1    | 1 - 6    |
| Valur            | 4 - 1 | MyPa                  | 3 - 1    | 1 - 0    |
| Balzers          | 3 - 1 | KS Albpetrol          | 3 - 1    | 0 - 0    |
| Nikol Tallinn    | 1 - 8 | Lillestrøm            | 0 - 4    | 1 - 4    |
| Košice           | 3 - 1 | VMFD Žalgiris Vilnius | 2 - 1    | 1 - 0    |
| FC Lugano        | 6 - 2 | FK Neman Hrodna       | 5 - 0    | 1 - 2    |
| NK Celje         | 0 - 1 | Odense BK             | 0 - 1    | 0 - 0    |

## První kolo
| Tým #1                | Celk.  | Tým #2                 | 1. zápas | 2. zápas |
| --------------------- | ------ | ---------------------- | -------- | -------- |
| Tirol Innsbruck       | 5 - 1  | Ferencváros            | 3 - 0    | 2 - 1    |
| Real Madrid           | 6 - 1  | FC Lugano              | 3 - 0    | 3 - 1    |
| APOEL                 | 0 - 3  | Paris Saint-Germain FC | 0 - 1    | 0 - 2    |
| Universitatea Craiova | 7 - 0  | HB Tórshavn            | 4 - 0    | 3 - 0    |
| Lillestrøm            | 2 - 3  | Torino FC              | 0 - 2    | 2 - 1    |
| Valur                 | 0 - 7  | Aberdeen FC            | 0 - 3    | 0 - 4    |
| Odense BK             | 2 - 3  | Arsenal FC             | 1 - 2    | 1 - 1    |
| Standard Liège        | 8 - 3  | Cardiff City FC        | 5 - 2    | 3 - 1    |
| Benfica SL            | 2 - 1  | GKS Katowice           | 1 - 0    | 1 - 1    |
| PFK CSKA Sofia        | 11 - 1 | Balzers                | 8 - 0    | 3 - 1    |
| Panathinaikos         | 5 - 1  | Shelbourne FC          | 3 - 0    | 2 - 1    |
| Bayer Leverkusen      | 5 - 0  | Boby Brno              | 2 - 0    | 3 - 0    |
| Hajduk Split          | 1 - 6  | Ajax                   | 1 - 0    | 0 - 6    |
| Košice                | 2 - 3  | Beşiktaş JK            | 2 - 1    | 0 - 2    |
| FK Torpedo Moskva     | 2 - 3  | Makabi Haifa FC        | 1 - 0    | 1 - 3    |
| Degerfors             | 1 - 4  | Parma FC               | 1 - 2    | 0 - 2    |

## Druhé kolo
| Tým #1                 | Celk.       | Tým #2                 | 1. zápas | 2. zápas      |
| ---------------------- | ----------- | ---------------------- | -------- | ------------- |
| Tirol Innsbruck        | 1 - 4       | Real Madrid            | 1 - 1    | 0 - 3         |
| Paris Saint-Germain FC | 6 - 0       | Universtitatea Craiova | 4 - 0    | 2 - 0         |
| Torino FC              | 5 - 3       | Aberdeen FC            | 3 - 2    | 2 - 1         |
| Arsenal FC             | 10 - 0      | Standard Liège         | 3 - 0    | 7 - 0         |
| Benfica SL             | 6 - 2       | PFK CSKA Sofia         | 3 - 1    | 3 - 1         |
| Panathinaikos          | 3 - 5       | Bayer 04 Leverkusen    | 1 - 4    | 2 - 1         |
| Ajax                   | 6 - 1       | Beşiktaş JK            | 2 - 1    | 4 - 0         |
| Makabi Haifa FC        | 1 - 1(pen.) | Parma FC               | 0 - 1    | 1 - 0(prodl.) |

## Čtvrtfinále
| Tým #1      | Celk.    | Tým #2                 | 1. zápas | 2. zápas |
| ----------- | -------- | ---------------------- | -------- | -------- |
| Real Madrid | 1 - 2    | Paris Saint-Germain FC | 0 - 1    | 1 - 1    |
| Torino FC   | 0 - 1    | Arsenal FC             | 0 - 0    | 0 - 1    |
| Benfica SL  | 5(v) - 5 | Bayer Leverkusen       | 1 - 1    | 4 - 4    |
| Ajax        | 0 - 2    | Parma FC               | 0 - 0    | 0 - 2    |

## Semifinále
| Tým #1                 | Celk.    | Tým #2     | 1. zápas | 2. zápas |
| ---------------------- | -------- | ---------- | -------- | -------- |
| Paris Saint-Germain FC | 1 - 2    | Arsenal FC | 1 - 1    | 0 - 1    |
| Benfica SL             | 2 - 2(v) | Parma FC   | 2 - 1    | 0 - 1    |

## Finále
| 4. května 1994 20:15 |       |          |                                                            |
| Arsenal FC           | 1 – 0 | Parma FC | Parken, Kodaň diváci: 33 765 rozhodčí: Václav Krondl (CZE) |
| Alan Smith 22'       |       |          | Parken, Kodaň diváci: 33 765 rozhodčí: Václav Krondl (CZE) |

## Vítěz
| Pohár vítězů pohárů 1993/94 Arsenal FC David Seaman, Steve Morrow, Lee Dixon, Nigel Winterburn, Stephen Bould, Tony Adams , Paul Davis, Ian Selley, Paul Merson, Alan Smith, Kevin Campbell, Eddie McGoldrick Trenér: George Graham |